# Valentin Kouzine
Pour les articles homonymes, voir Kouzine.
Temple de la renommée russe : 2004
Valentin Iegorovitch Kouzine (en russe : Валентин Егорович Кузин), né le 23 septembre 1926 à Novossibirsk en URSS et mort le 13 août 1994, est un joueur russe de hockey sur glace.

## Carrière de joueur
Durant sa carrière professionnelle il a évolué dans le championnat d'URSS sous les couleurs du HK Dinamo Moscou, où il constitue le trio d'attaquants avec Boris Peteline et Aleksandr Ouvarov, et du Dinamo Novossibirsk. Il termine avec un bilan de 255 matchs et 156 buts en élite.

## Carrière internationale
Il a représenté l'URSS à 50 reprises (27 buts) sur une période de trois saisons de 1954 à 1956. Il a remporté l'or aux Jeux olympiques de 1956. Il a participé à trois éditions des championnats du monde pour un bilan de deux médailles d'or et une d'argent.

## Statistiques
Pour les significations des abréviations, voir Statistiques du hockey sur glace.

### En équipe nationale
| Année | Équipe | Compétition |   | PJ | B | A | Pts | Pun               |  | Résultats |
| 1954  | URSS   | CM          | 6 | 2  |   | 2 |     | Médaille d'or     |  |           |
| 1955  | URSS   | CM          | 8 | 4  |   | 4 |     | Médaille d'argent |  |           |
| 1956  | URSS   | CM & JO     | 7 | 4  |   | 4 |     | Médaille d'or     |  |           |